# Departamento Hucal
Hucal es un departamento ubicado en la provincia de La Pampa en Argentina. Su localidad cabecera es Bernasconi.

## Gobiernos locales
Su territorio se divide entre:
- Municipio de Abramo
- Municipio de Bernasconi (parte de su zona rural está en el departamento Caleu Caleu)
- Municipio de General San Martín (parte de su zona rural está en el departamento Caleu Caleu)
- Municipio de Jacinto Aráuz (parte de su zona rural está en el departamento Caleu Caleu)
- Zona rural del municipio de Guatraché (el resto se extiende en el departamento Guatraché)
- Zona rural de la comisión de fomento de Perú (el resto se extiende en el departamento Guatraché)
- Zona rural de la comisión de fomento de Unanue (el resto se extiende en el departamento Utracán)

## Superficie, límites y accesos
El departamento tiene una extensión de 6 047 km² y limita al este con la provincia de Buenos Aires, al norte con los departamentos de Utracan y Guatraché, al oeste con el departamento Lihuel Calel y al sur con el departamento Caleu Caleu.
Se accede al departamento por las rutas nacionales RN 35 y RN 154, y provinciales RP 1, RP 2 y RP 9.

## División interna
Comprende parte (incluyendo la cabecera) de los municipios de Abramo, Bernasconi, General San Martín y Jacinto Aráuz. Además comprende parte de las comisiones de fomento de Unanué y Perú que tienen la cabecera en otros departamentos.

## Toponimia
Según algunos autores, el nombre "Hucal" deriva de la palabra mapuche "ucaln", que significa "lugar apartado del camino principal".

## Población
Contó con 7787 habitantes (Indec, 2022), lo que representó un 3.3% de aumento respecto a los 7540 habitantes (Indec, 2010) del censo anterior.

| Gráfica de evolución demográfica de Hucal entre 1991 y 2022 |
|                                                             |
| Fuente: Censos nacionales del INDEC                         |

## Economía
El departamento Hucal forma parte de la Microrregión 9, uno de los sectores en los cuales el Ministerio de la Producción de La Pampa subdividió virtualmente a la provincia, a los efectos del análisis de la problemática regional y la definición y puesta en marcha de planes de desarrollo. Esta microrregión se caracteriza por una estructura productiva vinculada a la agricultura y la ganadería, actividades que se sustentan en las condiciones ecológicas e históricas de la zona.

La mayoría de los productores desarrollan su actividad, principalmente el cultivo de trigo y la cría de bovinos, en unidades de 50 a 500 ha.

## Sitios de interés
En el extremo noreste del departamento se encuentra la reserva laguna Guatraché, un área natural protegida de 6400 ha creada para preservar las condiciones de la laguna y su entorno.

Hucal, pequeña localidad prácticamente deshabitada en la actualidad, se formó en torno a una estación de tren a la cual arribó en 1891 la primera formación que llegó al territorio de La Pampa. Existen varias iniciativas tendientes a reconstruir la estación y su entorno, con el objeto de recuperar sus valores culturales e históricos.